# Shiva Rajkumar
Nagaraju Shiva Putta Swamy, noto semplicemente come Shiva Rajkumar (Chennai, 12 luglio 1961), è un attore e cantante indiano.
Conosciuto dai suoi fan come Hattrick Hero, ha lavorato in oltre 125 film ed è uno dei più famosi attori di Sandalwood è il figlio dell'attore Rajkumar e fratello maggiore di Raghavendra e Puneeth.
Dopo essersi laureato in scienze, ha debuttato come attore nel film di Singeetam Srinivasa Rao Anand del 1986, ruolo che gli ha valso la vincita del Cinema Express Awards come migliore attore. 
Successivamente ha recitato in Ratha Sapthami (1986) e Mana Mechchida Hudugi (1987).

## Vita privata
È sposato con Geeta, la figlia dell'ex primo ministro del Karnataka, S. Bangarappa. La coppia ha due figlie: Niveditha e Nirupama.

## Filmografia
- Shri Srinivasa Kalyana, regia di Vijay (1974)
- Anand, regia di Singeetam Srinivasa Rao (1986)
- Ratha Sapthami, regia di M. S. Rajashekar (1986)
- Manamecchida Hudugi, regia di M. S. Rajashekar (1987)
- Shiva Mecchida Kannappa, regia di Vijay (1988)
- Samyuktha, regia di Chandrashekar Sharma (1988)
- Ranaranga, regia di V. Somasekhar (1988)
- Inspector Vikram, regia di Dinesh Babu (1989)
- Ade Raaga Ade Haadu, regia di M. S. Rajashekar (1989)
- Aasegobba Meesegobba, regia di M. S. Rajashekar (1990)
- Mrutunjaya, regia di Chi. Dattaraj (1990)
- Aralida Hoovugalu, regia di Chi. Dattaraj (1991)
- Modada Mareyalli, regia di M. S. Rajashekar (1991)
- Midida Shruthi, regia di M. S. Rajashekar (1992)
- Purushotthama, regia di M. S. Rajashekar (1992)
- Mavanige Thakka Aliya, regia di V. Govindaraj (1992)
- Jaga Mechida Huduga, regia di Bhargava (1993)
- Gandhada Gudi Part 2, regia di Vijay (1994)
- Mutthanna, regia di M. S. Rajashekar (1994)
- Om, regia di Upendra (1995)
- Dore, regia di Shivamani (1995)
- Ibbara Naduve Muddina Aata, regia di Narasimha Rao Relangi (1996)
- Gajanura Gandu, regia di Anand P. Raju (1996)
- Shiva Sainya, regia di Shivamani (1996)
- Annavra Makkalu, regia di H. S. Phani Ramchandra (1996)
- Nammoora Mandaara Hoove, regia di Sunil Kumar Desai (1996)
- Aadithya, regia di K. N. Lokachandran (1996)
- Janumada Jodi, regia di T. S. Nagabharana (1996)
- Ganga Yamuna, regia di S. Mahendar (1997)
- Simhada Mari, regia di Om Prakash Rao (1997)
- Raaja, regia di Narasimha Rao Relangi (1997)
- Ammavra Ganda, regia di H. S. Phani Ramchandra (1997)
- Muddina Kanmani, regia di Ravi Kottarkar (1997)
- Prema Raga Haadu Gelathi, regia di Sunil Kumar Desai (1997)
- Jodihskki, regia di D. Rajendra Babu (1997)
- Kurubana Rani, regia di D. Rajendra Babu (1998)
- Andaman, regia di P. H. Vishwanath (1998)
- Mr Puttaswamy, regia di V. Umakanth (1998)
- Bhoomi Thayiya Chochchala Maga, regia di S. V. Rajendra Singh Babu (1998)
- Gadibidi Krishna, regia di Om Sai Prakash (1998)
- Nammura Huduga, regia di Ravindranath (1998)
- Janumadatha, regia di T. S. Nagabharana (1999)
- Chandrodaya, regia di S. Mahendar (1999)
- AK 47, regia di Om Prakash Rao (1999)
- Hrudaya Hrudaya, regia di M. S. Rajashekar (1999)
- Vishwa, regia di Shivamani (1999)
- Yare Nee Abhimani, regia di D. Rajendra Babu (2000)
- Hagalu Vesha, regia di Baraguru Ramachandrappa (2000)
- Indradhanush, regia di V. Manohar (2000)
- Krishna Leele, regia di D. Rajendra Babu (2000)
- Devara Maga, regia di D. Rajendra Babu (2000)
- Galate Aliyandru, regia di S. Narayan (2000)
- Preethse, regia di D. Rajendra Babu (2000)
- Jodi, regia di Kishore Sarja (2001)
- Asura, regia di S. Mahendar (2001)
- Bahala Chennagide, regia di M. S. Rajshekar (2001)
- Baava Baamaida, regia di Kishore Sarja (2001)
- Sundara Kanda, regia di M. S. Rajshekar (2001)
- Yuvaraja, regia di Puri Jagannadh (2001)
- Maduve Agona Baa, regia di V. S. Reddy (2001)
- Kodanda Rama, regia di V. Ravichandran (2002)
- Ninne Preethisuve, regia di Om Prakash Rao (2002)
- Thavarige Baa Thangi, regia di Om Sai Prakash (2002)
- Smile, regia di Seetaram Karanth (2003)
- Chigurida Kanasu, regia di T. S. Nagabharana (2003)
- Rowdy Aliya, regia di Om Sai Prakash (2004)
- Rishi, regia di Prakash (2005)
- Jogi, regia di Prem (2005)
- Ashoka, regia di Shivamani (2006)
- Thavarina Siri, regia di Om Sai Prakash (2006)
- Gandugali Kumara Rama, regia di Bhargava (2006)
- Thayiya Madilu, regia di S. Narayan (2007)
- Santha, regia di S. Murali Mohan (2007)
- Lava Kusha, regia di Om Sai Prakash (2007)
- Gandana Mane, regia di S. Mahendar (2007)
- Sathya in Love, regia di Raghav Loki Marasur (2008)
- Bandhu Balaga, regia di Naganna (2008)
- Paramesha Panwala, regia di Mahesh Babu (2008)
- Madesha, regia di Ravi Srivatsa (2008)
- Nanda, regia di R. Anantharaju (2009)
- Hatrick Hodi Maga, regia di P. N. Sathya (2009)
- Bhagyada Balegara, regia di Om Sai Prakash (2009)
- Devaru Kotta Thangi, regia di Om Sai Prakash (2009)
- Sugreeva, regia di Om Prakash Rao (2010)
- Aithalakkadi, regia di J. G. Krishna (2010)
- Tamassu, regia di Agni Shridhar (2010)
- Cheluveye Ninna Nodalu, regia di Raghu Ram (2010)
- Mylari, regia di R. Chandru (2010)
- Jogayya, regia di Prem (2011)
- Shiva, regia di Om Prakash Rao (2012)
- Lakshmi, regia di Raghava Loki (2013)
- Andhar Bahar, regia di Phaneesh Ramanathapura (2013)
- Kaddipudi, regia di Suri (2013)
- Bhajarangi, regia di Harsha (2013)
- Aryan, regia di D. Rajendra Babu (2014)
- Belli, regia di Mussanje Mahesh (2014)
- Vajrakaya, regia di Harsha (2015)
- Killing Veerappan, regia di Ram Gopal Varma (2016)
- Shivalinga, regia di P. Vasu (2016)
- Santheyalli Nintha Kabira, regia di Indra Babu (2016)
- Srikanta, regia di Manju Swaraj (2017)
- Gautamiputra Satakarni, regia di Radha Krishna Jagarlamudi (2017)
- Bangara s/o Bangarada Manushya, regia di Yogi G. Raj (2017)
- Mass Leader, regia di Narashimha (2017)
- Mufti, regia di Narthan (2017)
- Tagaru, regia di Duniya Soori (2018)
- Villain, regia di Prem (2018)
- Kavacha, regia di Gvr Vasu e Nagi Reddy Bada (2019)
- Rustum, regia di Ravi Varma (2019)
- Ayushmanbava, regia di P. Vasu (2019)
- Drona, regia di Pramod Chakravarthi (2020)
- Bhajarangi 2, regia di Harsha (2021)
- Jai Bhajrangi, regia di Harsha (2021)
- Jai Bhajarangi, regia di Harsha (2021)
- James, regia di Chethan Kumar (2022)
- Bairagee, regia di Vijay Milton (2022)
- Vedha, regia di Harsha (2022)
- Kabzaa, regia di R. Chandru, Shivu Hiremath e Soori (2023)
- Jailer, regia di Nelson Dilipkumar (2023)